# Ethan Ringler, Federal Agent
Ethan Ringler, Federal Agent is een Franse western stripreeks waarvan het eerste deel verscheen in mei 2004, met Denis-Pierre Filippi als schrijver en Gilles Mezzomo als tekenaar. De reeks wordt uitgegeven door uitgeverij Dupuis.

## Verhaal
De hoofdpersoon in deze strip is federaal agent Ethan Ringler, blanke vader, indiaanse moeder, en afkomstig uit een milieu van wapenhandelaren. Hij beschikt over wapens waar menigeen jaloers op is. Hij krijgt een baan als lijfwacht bij een invloedrijke zakenman Van Rhinelander die door de FBI verdacht wordt van illegale praktijken. 

## Analyse
Hans Pols van Zozolala ziet Ethan Ringler als een geslaagde poging om op westerngebied met iets nieuws te komen. Tekentechnisch leunt tekenaar Gilles Mezzomo dicht tegen de stijl aan van Jean Giraud, waarvan hij een groot bewonderaar is. De pagina’s zijn volgens Pols vakkundig opgebouwd met wisselende camerastandpunten. Hierin is de invloed van Giraud zichtbaar.

## Albums
| Nummer | Titel                             | Jaar |
| ------ | --------------------------------- | ---- |
| 1      | Tecumska                          | 2004 |
| 2      | De nevelbanken                    | 2005 |
| 3      | Tussen twee werelden              | 2007 |
| 4      | De man die twee keer gestorven is | 2008 |
| 5      | Land van oorsprong                | 2009 |